# GE B-B (EFS)
A GE B-B (EFS) (Série 2100) operou na Estrada de Ferro Sorocabana e recebeu nesta ferrovia o apelido de Mini-Saia e Toco quase sempre, as locomotivas operavam em tração dupla, tracionando trens de carga na linha-tronco da Sorocabana. A potência das máquinas era de 1.960 HP.

## História
Com o crescimento do tráfego experimentado pela Estrada de Ferro Sorocabana na década de 1950, as 46 locomotivas elétricas existentes da Série 2000 eram exigidas até o limite. Em 1952, um relatório do BNDE recomendou a aquisição de 21 locomotivas diesel-elétricas para complemento da frota por conta da dificuldade de aquisição de novas locomotivas elétricas. Com falta de equipamentos, a Sorocabana apelou para o aluguel de locomotivas elétricas Metropolitan-Vickers da Rede de Viação Paraná-Santa Catarina entre 1955 e 1964. Por terem baixa potência (900HP), essas locomotivas tiveram pouco aproveitamento.
Apenas em 19 de fevereiro de 1963 o governo paulista autorizou a aquisição de 30 novas locomotivas elétricas para a Sorocabana. Após concorrência, em 10 de novembro de 1964 foi assinado um contrato de fornecimento de 40 locomotivas (10 para a Companhia Paulista de Estradas de Ferro e 30 para a Sorocabana) com a General Electric do Brasil. A primeira máquina foi entregue em 19 de maio de 1967.
| Modelo  | Potência (HP) | Bitola (m) | Fabricante       | Origem | Ano de Fabricação |
| ------- | ------------- | ---------- | ---------------- | ------ | ----------------- |
| GE 2100 | 1860          | 1,000      | General Electric | Brasil | 1964-1968         |